# Спартак (балет)
«Спарта́к» — балет в 4 актах 9 картинах Арама Хачатуряна. Вперше балет був поставлений хореографом Леонідом Якобсоном в Ленінградському театрі опери та балету. Прем'єра відбулася 27 грудня 1956 року.
Оригінальний сценарій балету був написаний драматургом Миколою Волковим, літературною основою для сценарію послужили різні історичні матеріали та художні твори.

## Дійові особи
- Спартак, гладіатор, ватажок повсталих рабів
- Красс, римський полководець
- Фригія, кохана Спартака
- Егіна, куртизанка
- Гладіатор
- Три пастухи
- Пастушка

## Сюжет
Римський консул Красс з тріумфом повертається в Рим. Серед його в'язнів, приречених на рабство, фракійський правитель Спартак і його кохана Фригія. Гордий і мужній чоловік, він протестує проти нелюдськості римлян, але сили не рівні. Спартак прощається з Фригією, яка стає рабинею Красса.
У палаці Красса йде оргія. Куртизанку Егіну насторожує інтерес консула до молодої жінки, і вона втягує Красса в шалений танок. У розпал оргії Красс наказує привести гладіаторів. Вони повинні битися на смерть в шоломах з глухим забралом, не бачачи ворога. Перемігши, Спартак з відчаєм виявляє, що вбив свого товариша. Трагедія пробуджує в ньому гнів і Спартак приймає рішення боротися за свободу. Він закликає полонених гладіаторів до повстання. Вони клянуться йому у вірності і під його проводом біжать з Рима. До гладіаторів приєднуються пастухи, і повсталий народ проголошує Спартака своїм вождем.
Пошуки Фригії призводять Спартака на віллу Красса. Але не довго була радість зустрічі закоханих — до вілли направляється процесія патриціїв на чолі з Егіною. Вона давно хоче звабити та завоювати Красса.
На своїй віллі Красс святкує перемогу. Але палац оточують повсталі, і Красс з Егіна змушені тікати. Повсталі гладіатори беруть у полон консула, але Спартак не хоче розправи — в чесному бою він перемагає Красса і проганяє його з ганьбою. Радісні повстанці славлять перемогу Спартака. Красс збирає легіонерів. А Егіна замишляє підступний план — посіяти розбрат у таборі повсталих.
Спартак щасливий з Фригією. Однак приходить звістка про новий похід Красса. Спартак пропонує прийняти бій. Але багато хто з його союзників залишають свого вождя. Спартак передчуває трагічний кінець, але заради свободи готовий віддати своє життя. Егіна разом з куртизанками спокушає гладіаторів і заманює їх в пастку. Красс жадає помсти, йому недостатньо перемоги — йому потрібна загибель Спартака, який його принизив. Легіонери оточують війська Спартака. В нерівному бою гинуть його друзі і він сам. Фригія знаходить тіло Спартака. Вона оплакує його, повна віри в безсмертя його подвигу.

## Постановки

### Театр ім. Кірова
- 27 грудня 1956 року — хореограф Леонід Якобсон, художник Валентина Ходасевич, диригент Павло Фельдт. Виконавці: Спартак — Аскольд Макаров, Фригія — Інна Зубковська, Егіна — Алла Шелест, Красс — Роберт Гербек. Згідно Ф. В. Лопухову при роботі над постановкою Л. Ст. Якобсон використав ключ балету «Єгипетські ночі» в постановці М. М. Фокіна.

### Великий театр
- 11 березня 1958 року — хореограф Ігор Мойсеєв, художник Олександр Костянтинівський, диригент Юрій Фаєр. Виконавці: Спартак — Дмитро Бегак, Фригія — Наталія Риженко, Егіна — Майя Плісецька, Гармодий — Микола Фадєєчев.
- 4 квітня 1962 року — хореограф Леонід Якобсон, художник Вадим Риндін, диригент Юрій Фаєр. Виконавці: Спартак — Дмитро Бегак, Фригія — Майя Плісецька, Егіна — Наталія Риженко, Красс — Олександр Радунский, Раб — Володимир Васильєв.
- 9 квітня 1968 року — хореограф Юрій Григорович, художник Симон Вірсаладзе, диригент Геннадій Рождественський. Виконавці: Спартак — Володимир Васильєв, Фригія — Катерина Максимова, Егіна — Ніна Тимофєєва, Красс — Маріс Лієпа.

## Екранізація
- «Спартак» — радянський фільм-балет 1975—1977 рр.

## У колекціонуванні
- 25 травня 2000 року Белпочта до виходу марки «Сцена з вистави „Страсті (Рогнеда)“» випустила конверт першого дня з зображення сцени з балету «Спартак». Художник — А. Гапієнко.
- У 2001 році на честь 225-річчя Великого театру Банком Росії була випущена монета номіналом 100 рублів із зображенням сцени з балету.
- У 2003 році Пошта Росії випустила поштову марку, присвячену Араму Хачатуряну з колажем зображень сцен балету.

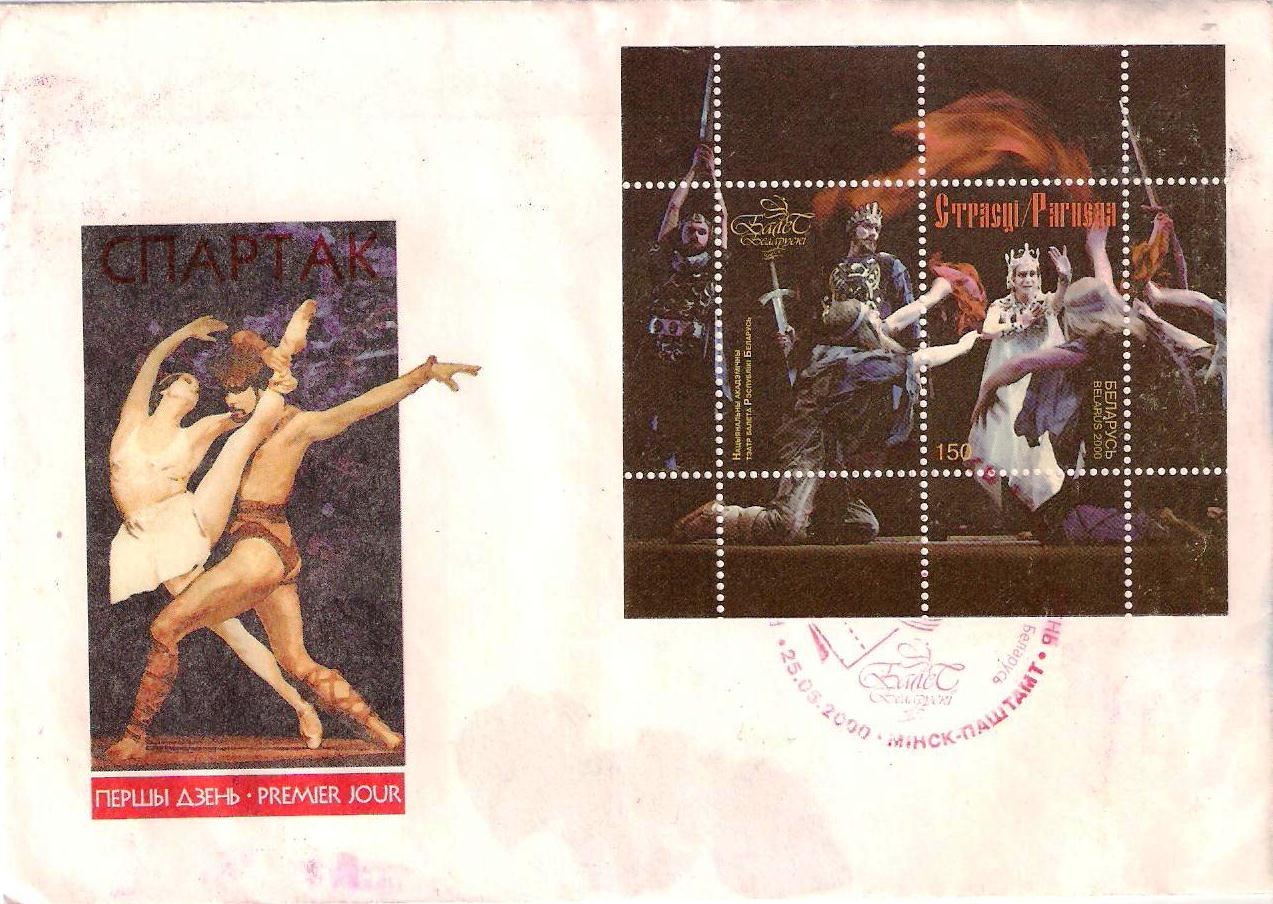
Конверт Першого дня, Білорусь, 2000.
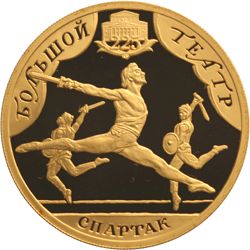
Монета Банку Росії, 2001.
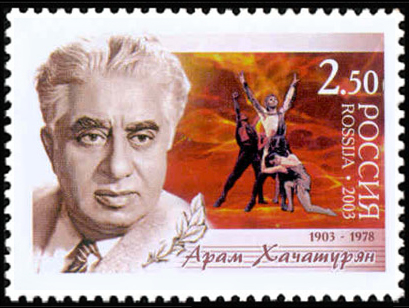
Поштова марка Росії, 2003.